# Voïvodies de Pologne
 (avril 2025).

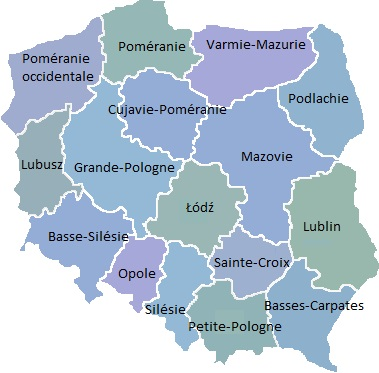
Voïvodies de Pologne depuis 1999.

Une voïvodie (en polonais : województwo /vɔ.jɛ.ˈvut͡s.tfɔ/) est une unité de division administrative de premier niveau de la Pologne. Depuis le 1er janvier 1999, elle regroupe l'administration de l'État et l'administration décentralisée de la collectivité régionale, aux compétences complémentaires.
Le gouvernement polonais a adopté des réformes en 1998, qui sont entrées en vigueur le 1er janvier 1999, créant seize nouvelles voïvodies. Ces dernières remplacent les 49 anciennes voïvodies qui existaient depuis le 1er juillet 1975, revenant à peu près au découpage antérieur.

## Organisation institutionnelle

### Administration de l'État
Le gouvernement polonais est représenté par un voïvode, qui dirige les services déconcentrés de l'État dans la voïvodie.

### Collectivité locale
Chaque collectivité dispose depuis 1999 d'une assemblée délibérante, dotée de pouvoirs propres, appelée diétine (Sejmik województwa). La diétine dispose d'un côté d'une présidence non exécutive (président et vice-présidents) et d'autre part d'un conseil exécutif (zarząd województwa), dirigé par le maréchal de la voïvodie (marszałek województwa) élu par la diétine.

### Divisions
Chaque voïvodie est divisée en powiats (district).

## Traductions éventuelles
Le terme est parfois lexicalisé, de façon alternative en français, voïévodie ou woïwodie (désuet), mais le terme voïvodie est toutefois beaucoup plus répandu. Le terme français de palatinat (du latin palatinatus) n'est plus que d'usage historique.

## Voïvodies depuis 1999
| Voïvodie de Lubusz · (Lubuskie) Grande-Pologne · (Wielkopolskie) Couïavie-Poméranie · (Kujawsko-Pomorskie) Varmie-Mazurie · (Warmińsko-Mazurskie) Voïvodie de Łódź · (Łódzkie) Basses-Carpates (Podkarpackie) Mazovie · (Mazowieckie) Voïvodie de Lublin (Lubelskie) Silésie · (Śląskie) Petite-Pologne · (Małopolskie) Basse-Silésie · (Dolnośląskie) Voïvodie d'Opole · (Opolskie) Poméranie-Occidentale · (Zachodniopomorskie) Sainte-Croix · (Świętokrzyskie) Podlachie (Podlaskie) Poméranie · (Pomorskie) |

Après la réforme administrative du 1er janvier 1999, le nombre des voïvodies a diminué de 49 à 16, revenues à peu près à leurs dimensions traditionnelles antérieures à 1975.
| Abréviation (ISO 3166-2:PL) | Drapeau | Blason | Code TERYT | Immatriculation | Voïvodie              | Nom polonais        | Chef-lieu                                                           | Surface (km2) | Population (2010) |
| --------------------------- | ------- | ------ | ---------- | --------------- | --------------------- | ------------------- | ------------------------------------------------------------------- | ------------- | ----------------- |
| DS                          |         |        | 02         | D               | Basse-Silésie         | dolnośląskie        | Wrocław                                                             | 19 947,76     | 2 876 627         |
| PK                          |         |        | 18         | R               | Basses-Carpates       | podkarpackie        | Rzeszów                                                             | 17 926,28     | 2 101 732         |
| KP                          |         |        | 04         | C               | Couïavie-Poméranie    | kujawsko-pomorskie  | Bydgoszcz (voïvode), Toruń (diétine et maréchalat)                  | 17 969,72     | 2 069 083         |
| WP                          |         |        | 30         | P               | Grande-Pologne        | wielkopolskie       | Poznań                                                              | 29 825,59     | 3 408 281         |
| LU                          |         |        | 06         | L               | Lublin                | lubelskie           | Lublin                                                              | 25 114,48     | 2 157 202         |
| LB                          |         |        | 08         | F               | Lubusz                | lubuskie            | Gorzów Wielkopolski (voïvode), Zielona Góra (diétine et maréchalat) | 13 984,44     | 1 010 047         |
| LD                          |         |        | 10         | E               | Łódź                  | łódzkie             | Łódź                                                                | 18 219,11     | 2 541 832         |
| MZ                          |         |        | 14         | W               | Mazovie               | mazowieckie         | Varsovie                                                            | 35 597,80     | 5 222 167         |
| OP                          |         |        | 16         | O               | Opole                 | opolskie            | Opole                                                               | 9 412,47      | 1 031 097         |
| MA                          |         |        | 12         | K               | Petite-Pologne        | małopolskie         | Cracovie                                                            | 15 144,10     | 3 298 270         |
| PD                          |         |        | 20         | B               | Podlachie             | podlaskie           | Białystok                                                           | 20 179,58     | 1 189 731         |
| PM                          |         |        | 22         | G               | Poméranie             | pomorskie           | Gdańsk                                                              | 18 292,88     | 2 230 099         |
| ZP                          |         |        | 32         | Z               | Poméranie-Occidentale | zachodniopomorskie  | Szczecin                                                            | 22 901,48     | 1 693 198         |
| SK                          |         |        | 26         | T               | Sainte-Croix          | świętokrzyskie      | Kielce                                                              | 11 672,34     | 1 270 120         |
| SL                          |         |        | 24         | S               | Silésie               | śląskie             | Katowice                                                            | 12 294,04     | 4 640 725         |
| WN                          |         |        | 28         | N               | Varmie-Mazurie        | warmińsko-mazurskie | Olsztyn                                                             | 24 202,95     | 1 427 118         |

## Anciennes voïvodies

### Voïvodies de Pologne 1921–1939

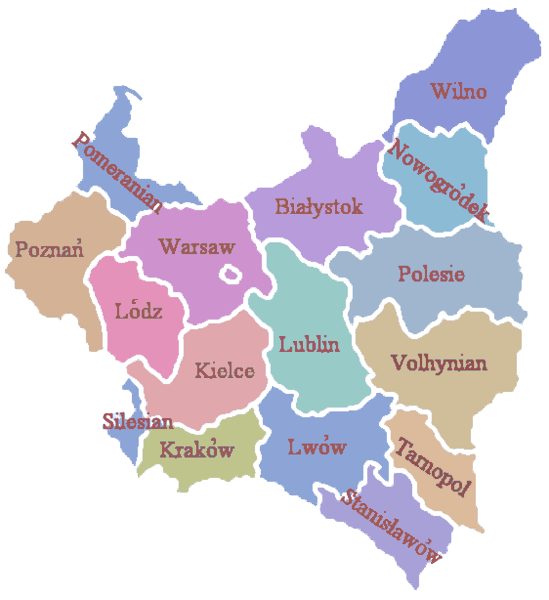
Carte des voïvodies polonaises (1921–1939).

La division administrative de la Pologne se met progressivement en place à compter de la recréation de la Pologne à la fin de l'année 1918. À compter de 1921 apparaissent officiellement seize voïvodies et Varsovie, qui en tant que capitale dispose des mêmes droits qu'une voïvodie. 
La dimension des voïvodies de cette époque était très semblable aux voïvodies réapparues au 1er janvier 1999.
| Plaque d'immatriculation (depuis 1937) | Voïvodie                | Nom polonais    | Chef-lieu         | Superficie en km2 (1930) | Population (1931) |
| -------------------------------------- | ----------------------- | --------------- | ----------------- | ------------------------ | ----------------- |
| 20–24                                  | Voïvodie de Białystok   | białostockie    | Białystok         | 26 000                   | 1 263 300         |
| 30–34                                  | Voïvodie de Cracovie    | krakowskie      | Cracovie          | 17 600                   | 2 300 100         |
| 25–29                                  | Voïvodie de Kielce      | kieleckie       | Kielce            | 22 200                   | 2 671 000         |
| 35–39                                  | Voïvodie de Lublin      | lubelskie       | Lublin            | 26 600                   | 2 116 200         |
| 40–44                                  | Voïvodie de Lwów        | lwowskie        | Lwów              | 28 400                   | 3 126 300         |
| 45–49                                  | Voïvodie de Łódź        | łódzkie         | Łódź              | 20 400                   | 2 650 100         |
| 50–54                                  | Voïvodie de Nowogródek  | nowogródzkie    | Nowogródek        | 23 000                   | 1 057 200         |
| 55–59                                  | Voïvodie de Polésie     | poleskie        | Brześć nad Bugiem | 36 700                   | 1 132 200         |
| 60–64                                  | Voïvodie de Poméranie   | pomorskie       | Toruń             | 25 700                   | 1 884 400         |
| 65–69                                  | Voïvodie de Poznań      | poznańskie      | Poznań            | 28 100                   | 2 339 600         |
| 70–74                                  | Voïvodie de Stanisławów | stanisławowskie | Stanisławów       | 16 900                   | 1 480 300         |
| 75–79                                  | Voïvodie de Silésie     | śląskie         | Katowice          | 5 100                    | 1 533 500         |
| 80–84                                  | Voïvodie de Tarnopol    | tarnopolskie    | Tarnopol          | 16 500                   | 1 600 400         |
| 85–89                                  | Voïvodie de Varsovie    | warszawskie     | Varsovie          | 31 700                   | 2 460 900         |
| 00–19                                  | Varsovie (ville)        | Warszawa        | Varsovie          | 140                      | 1 179 500         |
| 90–94                                  | Voïvodie de Wilno       | wileńskie       | Wilno             | 29 000                   | 1 276 000         |
| 95–99                                  | Voïvodie de Wołyń       | wołyńskie       | Łuck              | 35 700                   | 2 085 600         |

### Voïvodies de Pologne 1939–1945

Frontières avant et après guerre (1939–1945)

Pendant la Seconde Guerre mondiale, les structures de la Pologne occupée entre septembre 1939 et juin 1941 par l'Allemagne nazie dans la zone occidentale et par l'Union soviétique dans la zone orientale sont inexistantes. En effet, l'Allemagne crée de toutes pièces une administration particulière, le Gouvernement général, et deux territoires considérés comme allemands, le Wartheland et le Dantzig- West Preussen, gérés comme en Allemagne par des gauleiter, tandis que les Soviétiques, sur leur zone, ne maintiennent pas en place la structure de voïvodies mise en place par la Deuxième République polonaise après la recréation de la Pologne indépendante en novembre 1918. Il en est de même pendant la période où la Pologne est envahie totalement par les forces armées allemandes à compter du 22 juin 1941, premier jour de l'opération Barbarossa.

### Voïvodies de Pologne de 1945 à 1975

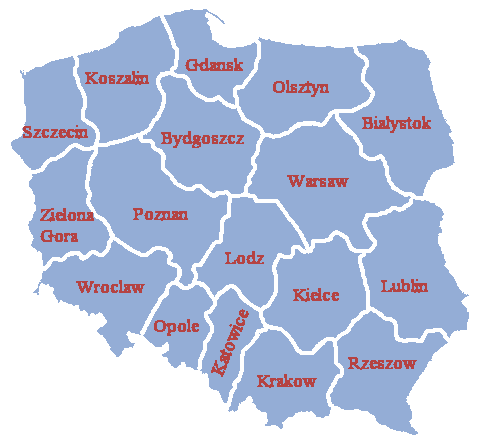
Cartes des voïvodies polonaises (1950–1975).

Après la Seconde Guerre mondiale, l'organisation administrative territoriale du pays dans les nouvelles frontières nationales reposait sur la division datant de l'avant-guerre et comprenait d'abord 14, puis 17 voïvodies. Les voïvodies de l'Est qui n'ont pas été annexées par l'Union soviétique ont conservé des frontières presque inchangées. Les territoires nouvellement recouvrés dans l'Ouest et le Nord ont été organisés dans les nouvelles voïvodies de Szczecin, Wrocław et Olsztyn, et en partie rattachés aux voïvodies de  Gdańsk, Katowice et Poznań. Deux villes ont obtenu le statut de voïvodie : Varsovie et Łódź.
En 1950, de nouvelles voïvodies ont été créées : 
- Koszalin (auparavant partie de Szczecin),
- Opole (auparavant partie de Katowice),
- Zielona Góra (à partir de territoires distraits des voïvodies de Poznań, Wrocław et Szczecin ).

En 1957, trois autres villes ont obtenu le statut de voïvodie, à l'instar de la capitale et de Łódź : Cracovie, Poznań et Wrocław.
| Plaque d'immatriculation (depuis 1956)                               | Voïvodie                 | Nom polonais      | Chef-lieu    | Superficie en km2 (1965) | Population (1965) |
| -------------------------------------------------------------------- | ------------------------ | ----------------- | ------------ | ------------------------ | ----------------- |
| A                                                                    | Voïvodie de Białystok    | białostockie      | Białystok    | 23 136                   | 1 160 400         |
| B                                                                    | Voïvodie de Bydgoszcz    | bydgoskie         | Bydgoszcz    | 20 794                   | 1 837 100         |
| G                                                                    | Voïvodie de Gdańsk       | gdańskie          | Gdańsk       | 10 984                   | 1 352 800         |
| S                                                                    | Voïvodie de Katowice     | katowickie        | Katowice     | 9 518                    | 3 524 300         |
| C                                                                    | Voïvodie de Kielce       | kieleckie         | Kielce       | 19 498                   | 1 899 100         |
| E                                                                    | Voïvodie de Koszalin     | koszalińskie ¹    | Koszalin     | 17 974                   | 755 100           |
| K                                                                    | Voïvodie de Cracovie     | krakowskie        | Cracovie     | 15 350                   | 2 127 600         |
| ?                                                                    |                          | Kraków (ville) ²  | Cracovie     | 230                      | 520 100           |
| F                                                                    | Voïvodie de Łódź         | łódzkie           | Łódź         | 17 064                   | 1 665 200         |
| I                                                                    |                          | Łódź (ville)      | Łódź         | 214                      | 744 100           |
| L                                                                    | Voïvodie de Lublin       | lubelskie         | Lublin       | 24 829                   | 1 900 500         |
| O                                                                    | Voïvodie d'Olsztyn       | olsztyńskie       | Olsztyn      | 20 994                   | 956 600           |
| H                                                                    | Voïvodie d'Opole         | opolskie ¹        | Opole        | 9 506                    | 1 009 200         |
| P                                                                    | Voïvodie de Poznań       | poznańskie        | Poznań       | 26 723                   | 2 126 300         |
| ?                                                                    |                          | Poznań (ville) ²  | Poznań       | 220                      | 438 200           |
| R                                                                    | Voïvodie de Rzeszów      | rzeszowskie       | Rzeszów      | 18 658                   | 1 692 800         |
| M                                                                    | Voïvodie de Szczecin     | szczecińskie      | Szczecin     | 12 677                   | 847 600           |
| T                                                                    | Voïvodie de Varsovie     | warszawskie       | Varsovie     | 29 369                   | 2 453 000         |
| W                                                                    |                          | Warszawa (ville)  | Varsovie     | 446                      | 1 252 600         |
| X                                                                    | Voïvodie de Wrocław      | wrocławskie       | Wrocław      | 18 827                   | 1 967 000         |
| ?                                                                    |                          | Wrocław (ville) ² | Wrocław      | 225                      | 474 200           |
| Z                                                                    | Voïvodie de Zielona Góra | zielonogórskie ¹  | Zielona Góra | 14 514                   | 847 200           |
| (¹) Nouvelles voïvodies créées en 1950. (²) Villes séparées en 1957. |                          |                   |              |                          |                   |

### Voïvodies de Pologne de 1975 à 1998

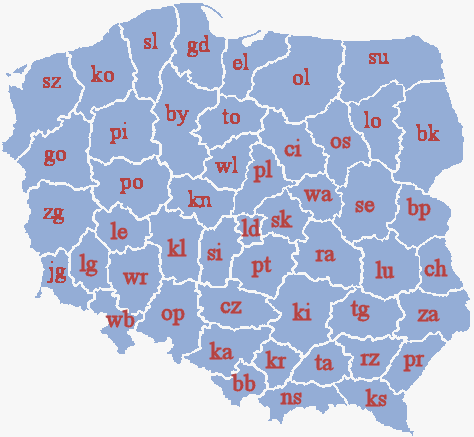
Carte des voïvodies polonaises (1975–1998).

Le découpage administratif de la Pologne entre 1979 et 1998 inclut 49 voïvodies maintenues après la création de la Troisième République polonaise en 1989.
Cette réorganisation de la division administrative de la Pologne a été principalement le résultat de réformes du gouvernement local entre 1973 et 1975. En lieu et place de la division administrative à trois niveaux (voïvodie, district [powiat], commune [gmina]), une nouvelle division administrative à deux niveaux a été introduite (49 petites voïvodies et communes). Les trois plus petites voïvodies — Varsovie, Cracovie et Łódź — ont le statut spécial de la voïvodie municipale ; le maire de la ville (président) est également voïvode de la province.
| Abréviation (ISO 3166-2:PL) | Voïvodie                   | Nom polonais     | Chef-lieu            | Superficie km2 (1998) | Population (1980) | Nombre de villes | Nombre de communes (gminy) |
| --------------------------- | -------------------------- | ---------------- | -------------------- | --------------------- | ----------------- | ---------------- | -------------------------- |
| bp                          | Voïvodie de Biała Podlaska | bialskopodlaskie | Biała Podlaska       | 5 348                 | 286 400           | 6                | 35                         |
| bk                          | Voïvodie de Białystok      | białostockie     | Białystok            | 10 055                | 641 100           | 17               | 49                         |
| bb                          | Voïvodie de Bielsko-Biała  | bielskie         | Bielsko-Biała        | 3 704                 | 829 900           | 18               | 47                         |
| by                          | Voïvodie de Bydgoszcz      | bydgoskie        | Bydgoszcz            | 10 349                | 1 036 000         | 27               | 55                         |
| ch                          | Voïvodie de Chełm          | chełmskie        | Chełm                | 3 865                 | 230 900           | 4                | 25                         |
| ci                          | Voïvodie de Ciechanów      | ciechanowskie    | Ciechanów            | 6 362                 | 405 400           | 9                | 45                         |
| kr                          | Voïvodie de Cracovie       | krakowskie       | Cracovie             | 3 254                 | 1 167 500         | 10               | 38                         |
| cz                          | Voïvodie de Częstochowa    | częstochowskie   | Częstochowa          | 6 182                 | 747 900           | 17               | 49                         |
| el                          | Voïvodie d'Elbląg          | elbląskie        | Elbląg               | 6 103                 | 441 500           | 15               | 37                         |
| gd                          | Voïvodie de Gdańsk         | gdańskie         | Gdańsk               | 7 394                 | 1 333 800         | 19               | 43                         |
| go                          | Voïvodie de Gorzów         | gorzowskie       | Gorzów Wielkopolski  | 8 484                 | 455 400           | 21               | 38                         |
| jg                          | Voïvodie de Jelenia Góra   | jeleniogórskie   | Jelenia Góra         | 4 378                 | 492 600           | 24               | 28                         |
| kl                          | Voïvodie de Kalisz         | kaliskie         | Kalisz               | 6 512                 | 668 000           | 20               | 53                         |
| ka                          | Voïvodie de Katowice       | katowickie       | Katowice             | 6 650                 | 3 733 900         | 43               | 46                         |
| ki                          | Voïvodie de Kielce         | kieleckie        | Kielce               | 9 211                 | 1 068 700         | 17               | 69                         |
| kn                          | Voïvodie de Konin          | konińskie        | Konin                | 5 139                 | 441 200           | 18               | 43                         |
| ko                          | Voïvodie de Koszalin       | koszalińskie     | Koszalin             | 8 470                 | 462 200           | 17               | 35                         |
| ks                          | Voïvodie de Krosno         | krośnieńskie     | Krosno               | 5 702                 | 448 200           | 12               | 37                         |
| lg                          | Voïvodie de Legnica        | legnickie        | Legnica              | 4 037                 | 458 900           | 11               | 31                         |
| le                          | Voïvodie de Leszno         | leszczyńskie     | Leszno               | 4 254                 | 357 600           | 19               | 28                         |
| lu                          | Voïvodie de Lublin         | lubelskie        | Lublin               | 6 793                 | 935 200           | 16               | 62                         |
| lo                          | Voïvodie de Łomża          | łomżyńskie       | Łomża                | 6 684                 | 325 800           | 12               | 39                         |
| ld                          | Voïvodie de Łódź           | łódzkie          | Łódź                 | 1 523                 | 1 127 800         | 8                | 11                         |
| ns                          | Voïvodie de Nowy Sącz      | nowosądeckie     | Nowy Sącz            | 5 576                 | 628 800           | 14               | 41                         |
| ol                          | Voïvodie d'Olsztyn         | olsztyńskie      | Olsztyn              | 12 327                | 681 400           | 21               | 48                         |
| op                          | Voïvodie d'Opole           | opolskie         | Opole                | 8 535                 | 975 000           | 29               | 61                         |
| os                          | Voïvodie d'Ostrołęka       | ostrołęckie      | Ostrołęka            | 6 498                 | 371 400           | 9                | 38                         |
| pi                          | Voïvodie de Piła           | pilskie          | Piła                 | 8 205                 | 437 100           | 24               | 35                         |
| pt                          | Voïvodie de Piotrków       | piotrkowskie     | Piotrków Trybunalski | 6 266                 | 604 200           | 10               | 51                         |
| pl                          | Voïvodie de Płock          | płockie          | Płock                | 5 117                 | 496 100           | 9                | 44                         |
| po                          | Voïvodie de Poznań         | poznańskie       | Poznań               | 8 151                 | 1 237 800         | 33               | 57                         |
| pr                          | Voïvodie de Przemyśl       | przemyskie       | Przemyśl             | 4 437                 | 380 000           | 9                | 35                         |
| ra                          | Voïvodie de Radom          | radomskie        | Radom                | 7 295                 | 702 300           | 15               | 61                         |
| rz                          | Voïvodie de Rzeszów        | rzeszowskie      | Rzeszów              | 4 397                 | 648 900           | 13               | 41                         |
| se                          | Voïvodie de Siedlce        | siedleckie       | Siedlce              | 8 499                 | 616 300           | 12               | 66                         |
| si                          | Voïvodie de Sieradz        | sieradzkie       | Sieradz              | 4 869                 | 392 300           | 9                | 40                         |
| sk                          | Voïvodie de Skierniewice   | skierniewickie   | Skierniewice         | 3 959                 | 396 900           | 8                | 36                         |
| sl                          | Voïvodie de Słupsk         | słupskie         | Słupsk               | 7 453                 | 369 800           | 11               | 31                         |
| su                          | Voïvodie de Suwałki        | suwalskie        | Suwałki              | 10 490                | 422 600           | 14               | 42                         |
| sz                          | Voïvodie de Szczecin       | szczecińskie     | Szczecin             | 9 981                 | 897 900           | 29               | 50                         |
| tg                          | Voïvodie de Tarnobrzeg     | tarnobrzeskie    | Tarnobrzeg           | 6 283                 | 556 300           | 14               | 46                         |
| ta                          | Voïvodie de Tarnów         | tarnowskie       | Tarnów               | 4 151                 | 607 000           | 9                | 41                         |
| to                          | Voïvodie de Toruń          | toruńskie        | Toruń                | 5 348                 | 610 800           | 13               | 41                         |
| wa                          | Voïvodie de Varsovie       | warszawskie      | Varsovie             | 3 788                 | 2 319 100         | 27               | 32                         |
| wb                          | Voïvodie de Wałbrzych      | wałbrzyskie      | Wałbrzych            | 4 168                 | 716 100           | 31               | 30                         |
| wl                          | Voïvodie de Włocławek      | włocławskie      | Włocławek            | 4 402                 | 413 400           | 14               | 30                         |
| wr                          | Voïvodie de Wrocław        | wrocławskie      | Wrocław              | 6 287                 | 1 076 200         | 16               | 33                         |
| za                          | Voïvodie de Zamość         | zamojskie        | Zamość               | 6 980                 | 472 100           | 5                | 47                         |
| zg                          | Voïvodie de Zielona Góra   | zielonogórskie   | Zielona Góra         | 8 868                 | 609 200           | 26               | 50                         |

### Voïvodies de la République des Deux Nations

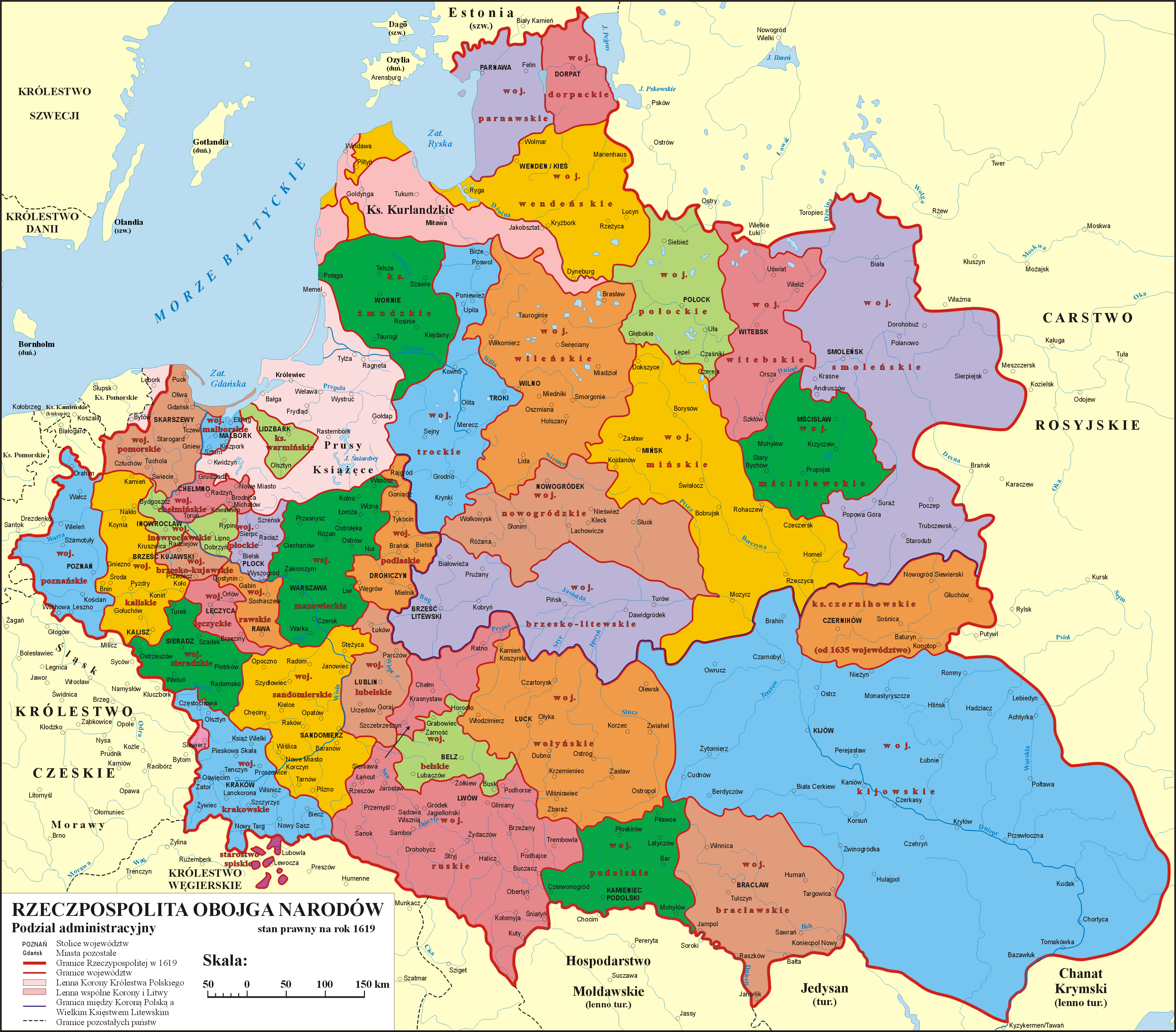
Voïvodies de la République des Deux Nations en 1619.

La République des Deux Nations, État précurseur de la Pologne actuelle, était divisée en voïvodies — à son apogée, elle en comptait 32, classées ici par ordre de préséance protocolaire :
- 1. Voïvodie de Cracovie
- 2. Voïvodie de Poznań
- 3. Voïvodie de Wilno
- 4. Voïvodie de Sandomir
- 5. Voïvodie de Troki
- 6. Voïvodie de Kalisz
- 7. Voïvodie de Sieradz
- 8. Voïvodie de Łęczyca
- 9. Starostie de Samogitie
- 10. Voïvodie de Brześć Kujawski
- 11. Voïvodie de Kijów
- 12. Voïvodie d'Inowrocław
- 13. (Aucune voïvodie ne s'est vu attribuer le numéro 13.)
- 14. Voïvodie de Volhynie
- 15. Voïvodie de Podolie
- 16. Voïvodie de Smolensk
- 17. Voïvodie de Lublin
- 18. Voïvodie de Livonie
- 19. Voïvodie de Bełz
- 20. Voïvodie de Nowogródek
- 21. Voïvodie de Płock
- 22. Voïvodie de Witebsk
- 23. Voïvodie de Mazovie
- 24. Voïvodie de Rawa
- 25. Voïvodie de Podlachie
- 26. Voïvodie de Brześć Litewski
- 27. Voïvodie de Culm
- 28. Voïvodie de Mścisław
- 29. Voïvodie de Malbork
- 30. Voïvodie de Bracław
- 31. Voïvodie de Poméranie
- 32. Voïvodie de Minsk
- 33. Voïvodie de Czernihów

## Voïvodies hors de Pologne
Le terme de voïvodie a été utilisé pour qualifier diverses subdivisions historiques et géographiques dans d'autres pays : la Roumanie (Valachie, Moldavie, Transylvanie) et la Voïvodine, région autonome au nord de la Serbie.